# 1996 en basket-ball
Chronologie du basket-ball
1995 en basket-ball - 1996 en basket-ball - 1997 en basket-ball
Les faits marquants de l'année 1995 en basket-ball

## Janvier
- 29 janvier : Magic Johnson (NBA) est réactivé dans l'effectif des Los Angeles Lakers.

## Février
- 12 février : en NBA, les Chicago Bulls remportent le All-Star Game de 1996, et Michael Jordan est élu MVP du match pour la deuxième fois de sa carrière.

## Mars
- 10 mars : en NBA, le Orlando Magic établit, après une victoire de 122-106 sur les Phoenix Suns, un nouveau record NBA avec 39 victoires d'affilée à  domicile.
- 13 mars : Tarbes Gespe Bigorre (France) remporte la Coupe Ronchetti de basket-ball face les Italiennes d’Alcamo (81-63 en Italie, 82-63 à Tarbes).
- 21 mars : Coupe des Champions féminine : Wuppertal (Allemagne) remporte l'épreuve en battant Côme (Italie) en finale, 76-62.

## Avril
- 11 avril : Euroligue : Panathinaïkos (Grèce) bat le FC Barcelone (Espagne) en finale, 67-66.
- 24 avril : la NBA approuve officiellement la création de la WNBA, ligue professionnelle de basket-ball féminin.

## Juin
- 1er juin : Pau-Orthez est champion de France masculin.
- 13 juin : les Chicago Bulls remportent le titre NBA face aux Seattle Supersonics

## Récapitulatifs des principaux vainqueurs de compétitions 1995-1996

### Masculins
| Europe - Allemagne : TSV Bayer Leverkusen - British BL : Birmingham Bullets - Belgique : Spirou Basket Club - Croatie : Cibona Zagreb - Espagne : FC Barcelone - Euroligue : Panathinaïkos Athènes - Finlande : ToPo Helsinki - France : Élan béarnais Pau-Orthez - Grèce : Olympiakos Le Pyrée - Israël : Maccabi Tel-Aviv - Italie : Stefanel Milan - Coupe Korać : Efes Pilsen Istanbul - Lituanie : Žalgiris Kaunas - Lettonie : ASK Broceni Rīga - Pologne : Śląsk ESKA Wrocław - Portugal : - - Coupe d'Europe : Tau Vitoria - Russie : CSKA Moscou - République tchèque : BC ŽS Brno - Suède : New Wave Sharks - Suisse : BBC Monthey - Turquie : Efes Pilsen Istanbul - Ukraine : Budivelnyk Kiev | Amériques - Argentine : Olímpia de Venado Tuerto - Brésil : SC Corinthians - CBA : - - Liga Sudamericana : Olímpia de Venado Tuerto - NBA : Chicago Bulls - NCAA : Kentucky Wildcats - Venezuela : Gaiteros del Zulia | Afrique, Asie, Océanie - NBL Australie : - - Coupe d’Afrique : Gezira SC - Maroc : Maghreb de Fès - NBL Nouvelle-Zélande : Auckland Stars |

### Féminines
| Europe - Allemagne : BTV Wuppertal - Ligue baltique : Laisvė Kaunas - Belgique : - - Espagne : CB Godella - Euroligue : BTV Wuppertal - France : Bourges Basket - Hongrie : - - Italie : Côme - Lituanie : - - Pologne : Warta Gdynia - République tchèque : - - Coupe Ronchetti : Tarbes GB - Russie : - - Slovaquie : SCP Ružomberok - Turquie :- | Amériques - Argentine : - - Brésil : - - Canada : - - NCAA : Tennessee | Afrique, Asie, Océanie - WKBL-été : - WKBL-hiver : |

## Octobre
- 29 octobre : la NBA publie la liste des Meilleurs joueurs du cinquantenaire

## Décès